# Татавин (вилайет)
Татавин (араб. ولاية تطاوين‎) — вилайет на юге Туниса.
- Административный центр — город Татавин.
- Площадь — 38 889 км², население — 144 200 человек (2007 год).

## География
Самый большой и третий по малонаселённости вилайет Туниса.
На северо-западе граничит с вилайетом Кебили, на северо-востоке с вилайетом Меденин, на востоке с Ливией, на западе с Алжиром.
Помимо столицы, города Татавин, в вилайете расположены города Бордж-Бургиба, Дженейен, Гумрасен, Ремада.
Достопримечательностями вилайета являются построенные особым образом многоярусные ксары (жилища и зернохранилища) (Ксар-Улед-Султан, Шенини, Двират, Ксар-Хаддада). На территории вилайета Джордж Лукас снимал часть фильма Звёздные войны (эпизод о родном доме юного Люка Скайуокера).

## Административное деление
Вилайет Татавин делится на 7 округов:
- Бир-Лахмар (Bir Lahmar)
- Дехибат (Dehiba)
- Гумрасен (Ghomrassen)
- Ремада (Remada)
- Смар (Smâr)
- Северный Татавин (Tataouine Nord)
- Южный Татавин (Tataouine Sud)